# Nguyệt thực tháng 12, 2011
| Nguyệt thực toàn phần 10 tháng 12 năm 2011 | Nguyệt thực toàn phần 10 tháng 12 năm 2011 |
| ------------------------------------------ | ------------------------------------------ |
|                                            |                                            |
| Chu kỳ (thành viên)                        | 135 (23 trong 71)                          |
| Thời gian (giờ:phút:giây)                  |                                            |
| Toàn phần                                  | 00:51:08                                   |
| Một phần                                   | 3:32:15                                    |
| Nửa tối                                    | 5:56:21                                    |
| Thời điểm                                  |                                            |
| P1                                         | 11:33:36 UTC                               |
| U1                                         | 12:45:43 UTC                               |
| U2                                         | 14:06:16 UTC                               |
| Lớn nhất                                   | 14:31:49 UTC                               |
| U3                                         | 14:57:24 UTC                               |
| U4                                         | 16:17:58 UTC                               |
| P4                                         | 17:29:57 UTC                               |
|                                            |                                            |

Một nguyệt thực toàn phần xảy ra vào ngày 10 tháng 12 năm 2011. Đây là lần thứ hai trong hai lần nguyệt thực toàn phần trong năm 2011, lần thứ nhất diễn ra vào ngày 15 tháng 6.
Hiển Thị
Nguyệt thực được quan sát từ toàn bộ châu Á và Australia, nhìn thấy khi mới mọc ở đông Âu, nhìn thấy khi sắp lặn ở tây bắc Nam Mỹ.